# Fenestron
Fenestron (tudi fantail in "fan-in-fin") je Eurocopterjevo tržno ime za vrsto repnega rotorja na helikopterjih. Francoska beseda "Fenestron" pomeni manjše okno. Naprava je v bistvu ventilator z okvirjem in se uporablja za izenačevanje momenta glavnega rotorja. Je precej bolj tih kot konvencionalni rotor in je tudi bolj varen za ljudi na tleh. Razvilo ga je francosko podjetje Sud Aviation (zdaj del Airbus Helicopters) in se uporablja na veliko Eurocopterjevih helikopterjih.
Konvencionalni repni rotorji imajo po navadi 2-4 krake, Fenestroni pa med 8-18. Kraki so v nekaterih primerih neeankomerno razporejeni za zmanjšanje trupa. Okvir omogoča večje obrate kot konvencionalni rotor.

## Prednosti
- Večja varnost na tleh, ker je ventilator obdan z okvirjem
- Manjši hrup in vibracije
- Manjša verjetnost poškodb zaradi letečih objektov na tleh

## Slabosti
Slabosti so iste kot pri ventilatorjih z okvirjem:
- Večja teža
- Potrebna je večja moč
- Višji stroški izdelave